# Nouveaux (peinture)
Pour les articles homonymes, voir Nouveau.
Les Nouveaux est un collectif de peintres lyonnais actifs entre 1930 et 1936 qui prennent la suite des Ziniars et qui préfigurent celui de Témoignage et des sanzistes. Ils se désignent entre eux également sous le surnom des « compagnons de la baleine ».

## Histoire
La plupart des membres du groupe des « Nouveaux » sont nés aux alentours des années 1900 et ont été formés à l'École des beaux-arts de Lyon. Ils sont réunis à l'initiative du peintre Marc Aynard, petit-fils banquier et collectionneur Édouard Aynard. Ce groupe a bénéficié de la première vivacité artistique locale mise en œuvre par les Ziniars et l'apparition du Salon du Sud-Est en 1925 qui leur a permis de voir à Lyon un certain nombre d’œuvres de peintres novateurs et visionnaires pour l'époque.
Durant son activité, le groupe des Nouveaux est soutenus par la plume par René Deroudille, journaliste et critique d'art.

### Liste des membres
Le groupe est constitué de :
- Marc Aynard
- René Besset
- René-Maria Burlet
- Henri Vieilly
- Pierre Pelloux
- Antoine Chartres
- Jean-Albert Carlotti (à partir de 1932)
- René Chancrin (à partir de 1934)
- Jean Couty (à partir de 1934)
- Alice Kohn (à partir de 1934)
- Charles Machet (à partir de 1934)

## Expositions
Le groupe réalise six expositions.

### Exposition de 1931
La première exposition du groupe a lieu du 24 janvier au 15 février 1931 à la galerie Saint-Pierre Alfred Poyet. Celle-ci est dirigée alors par M. Melin. L'exposition a lieu à l'initiative de Marc Aynard.

### Exposition de 1932
La seconde exposition se tient en janvier et février 1932 et comprend Aynard, Carlotti, Besset, Chartres, Pelloux, Vieilly.

### Exposition de 1933
La troisième exposition a lieu du 17 janvier au 4 février. Elle accueille Aynard, Carlotti, Besset, Chartres, Pelloux et Vieilly.

### Exposition de 1934
La quatrième exposition du groupe se déroule du 21 janvier au 5 février. Les Nouveaux s'élargissent en accueillant autour des premiers Aynard, Carlotti, Besset, Chartres, Pelloux et Vieilly les autres artistes : René Chancrin, Jean couty, René Dumas, Alice Kohn, Charles Machet, Andrée Gavens.

### Exposition de 1935
La cinquième exposition est inaugurée le 19 janvier en présence du maire Edouard Herriot et du préfet du Rhône Emile Bollaert. Les artistes présents sont : Aynard, Chartres, Chancrin, Carlotti, Pelloux, Couty, Vieilly, Dumas, Besset.